# 空中巴士直升機H160
空中巴士直升機H160（Airbus Helicopters H160）是由空中巴士直升機公司研發的中型多用途直升機。該機型於 2015 年 3 月 3 日在佛羅裡達州奧蘭多的直升機博覽會上正式發布，旨在取代該公司產品線中的AS365海豚直升機和空中巴士直升機H155兩款機型。該機型於2015年6月進行了首次試飛。並於 2020 年 7 月，該機型獲得歐盟航空安全總署 (EASA) 的型號合格證，首架直升機於 2021 年 12 月交付。

## 發展
空中巴士H160最早於2011年首次公開亮相，當時公司將其命名為X4。2011年初，歐洲直升機公司（後來更名為空中巴士直升機公司）執行長盧茨·伯特林宣稱，X4將“改變遊戲規則”，並將其創新意義與空中巴士研發的電傳操縱系統進行了對比。
2015 年 6 月 13 日，第一架原型機從馬里尼亞訥進行了首飛。2015年12月18日，第二架原型機，第一架配備透博梅卡阿拉諾發動機的 H160，進行了首次地面試驗；其首飛於 2016 年 1 月 27 日進行。 

## 型號

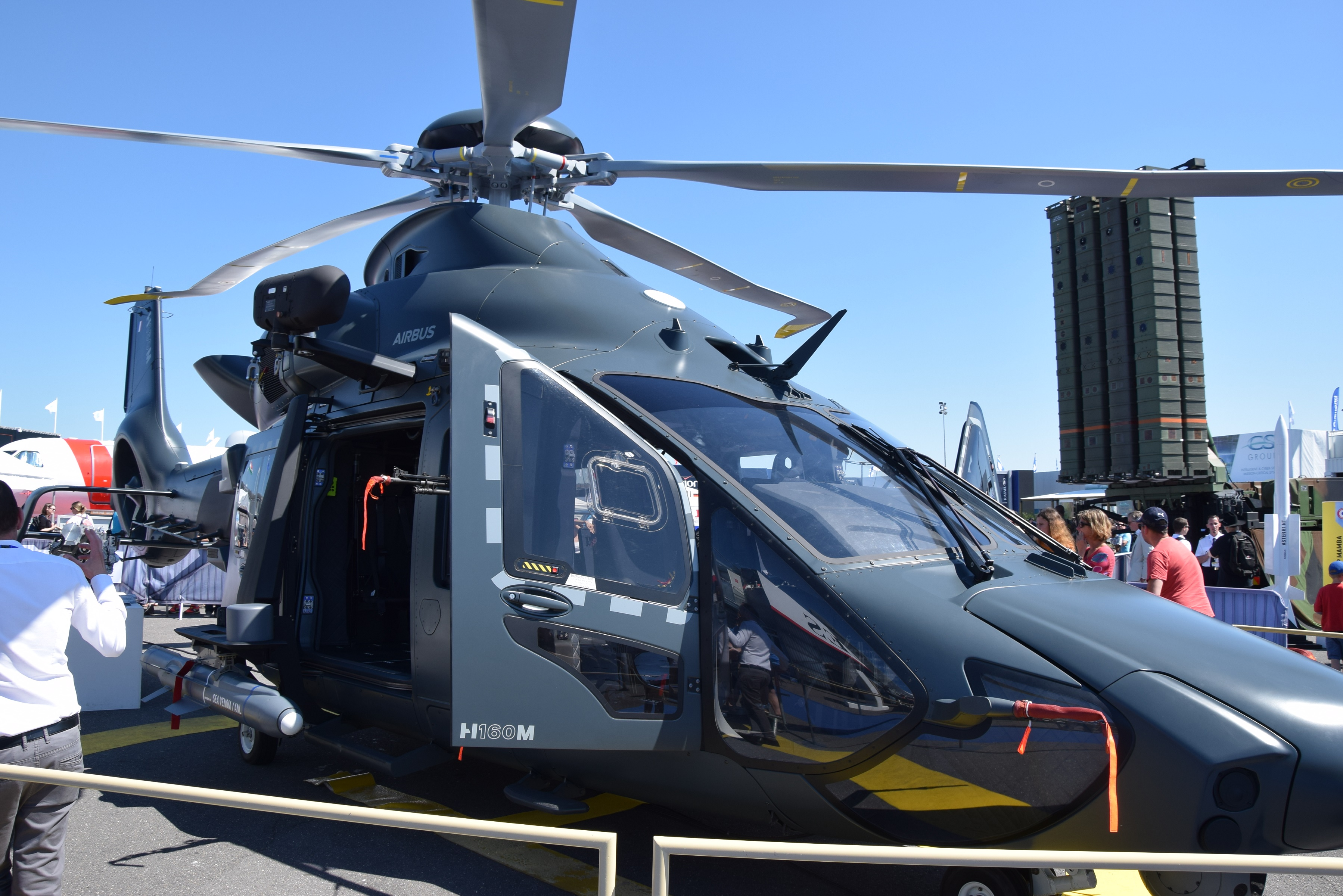
巴黎航展展出的H160M等比例模型機首

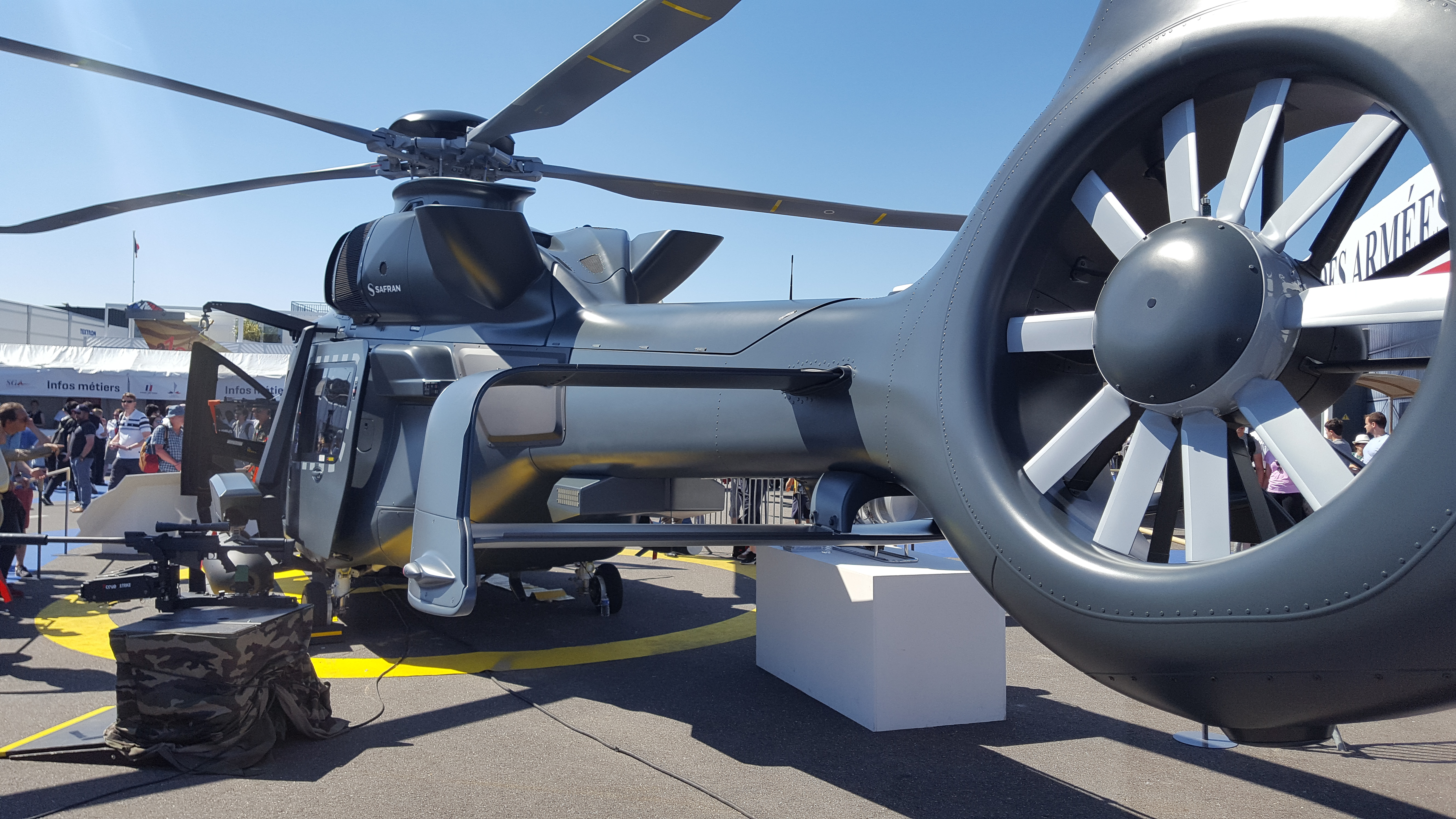
巴黎航展展出的H160M等比例模型機尾

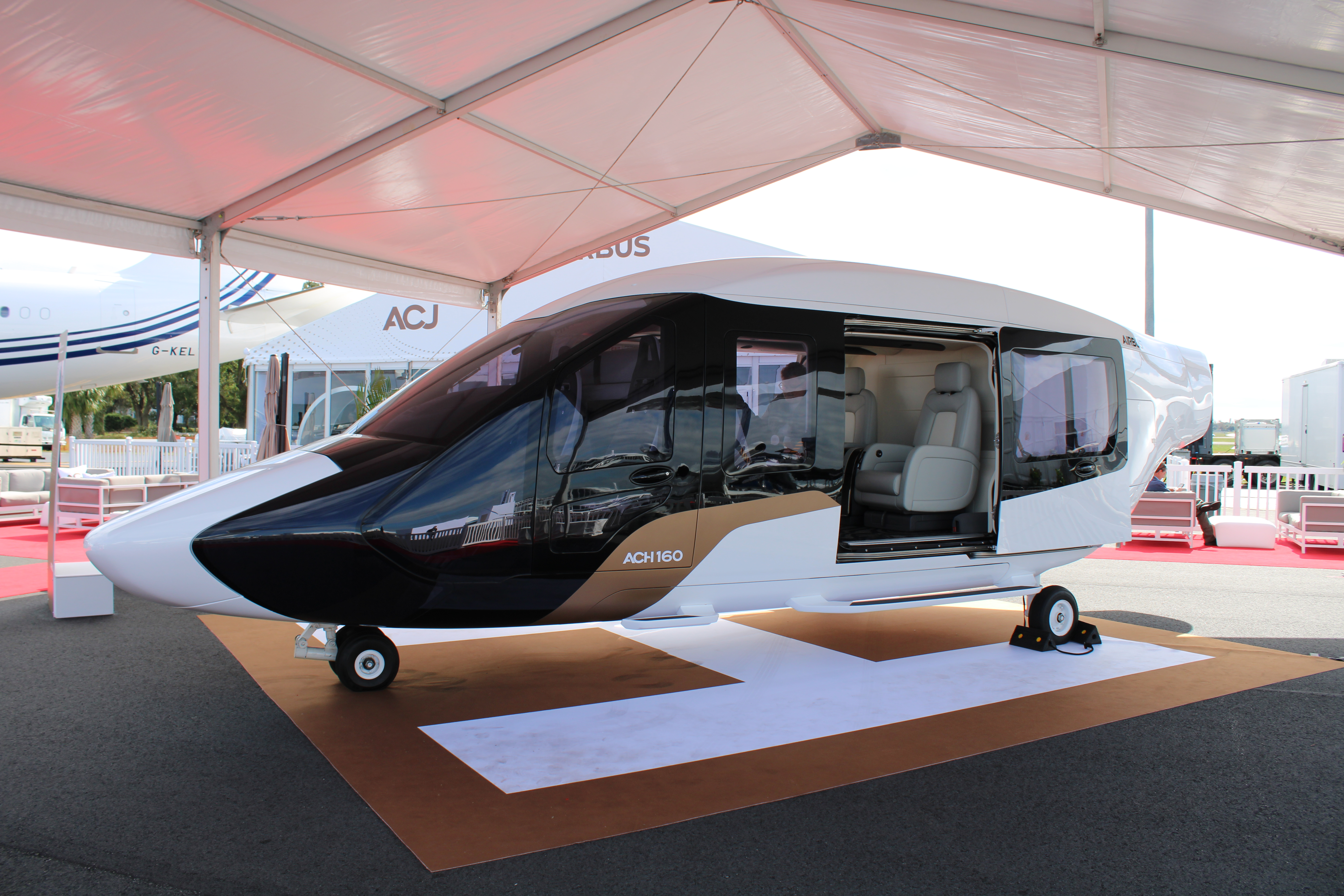
展出的ACH160機艙等比例模型

H160B
民用版H160
H160M
軍用版H160
ACH160

## 用戶
中国
- 捷德航空[3]

 法國

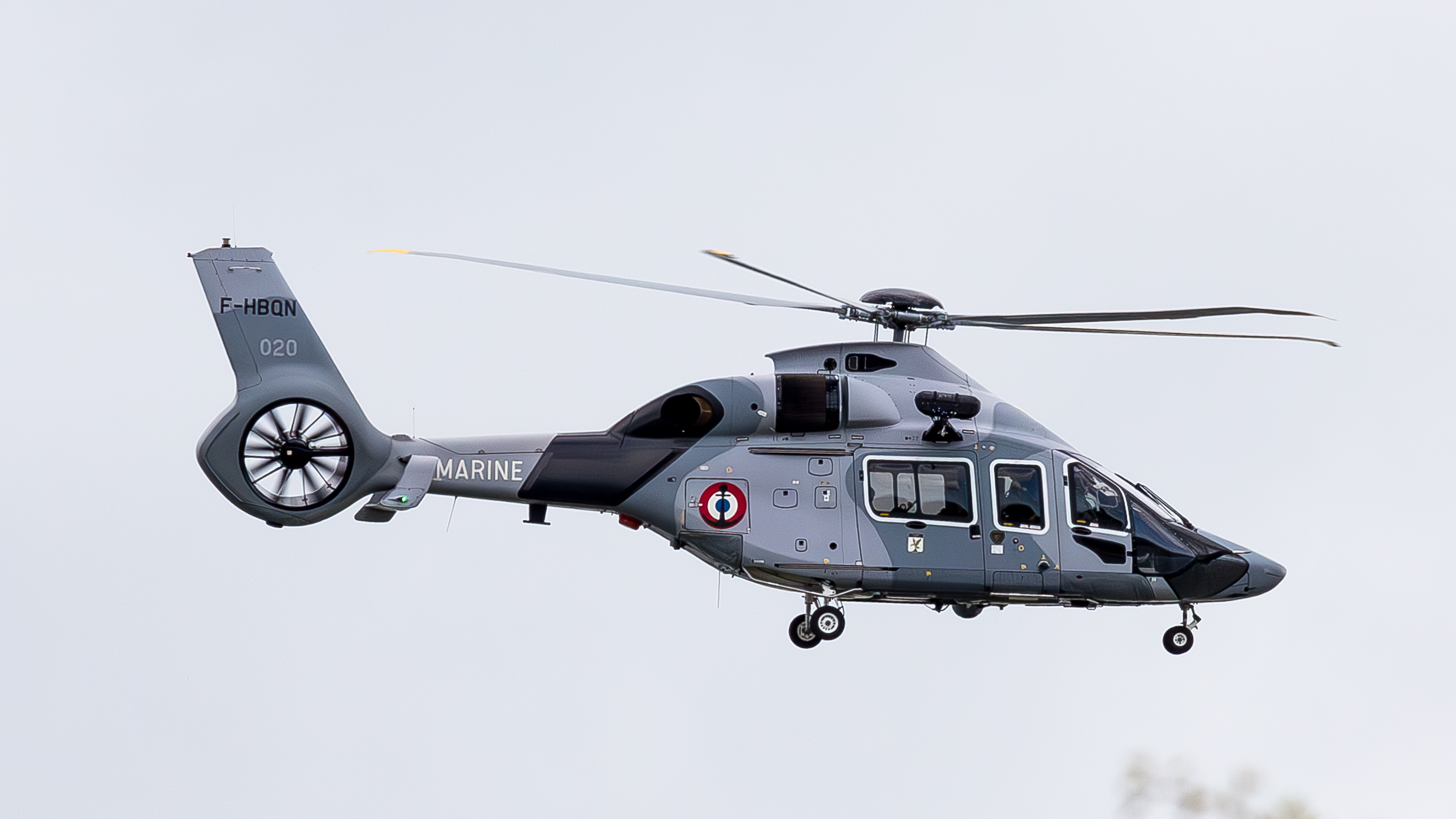
法國海軍的H160B

法國國防部在2021年宣布將H160M 獵豹直升機選為聯合輕型直升機計畫（Hélicoptère Interarmées Léger-HIL）共採購169架，首架預計於2027年初交付給法國陸軍。
- 法國陸軍：80架H160M
- 法國空軍：40架H160M
- 法國海軍：49架H160M。法國海軍於2022年向巴布考克租用6架搜救型H160，作為雲雀III型退役至H160M交機期間的過度機種。
- 法國國家憲兵
- 法國海關（法语：Direction générale des Douanes et Droits indirects）
- 法國軍備局（法语：Direction générale de l'Armement）：首架於2025年交機，用於試飛員和接待員學校（法语：École du personnel navigant d'essais et de réception）做H160M的換裝訓練機。

 日本
- 警察廳
- 全日空直升機

 沙烏地阿拉伯
- THC直升機

 美国
- 原油直升機國際（英语：Petroleum Helicopters International）

## 外部連結
1. ↑  . www.airbus.com. 2021-10-28  [2025-07-16] （英语）.
2. ↑  . Helicopter Investor.   [2025-07-16] （美国英语）.
3. ↑  . www.airbus.com. 2023-04-07  [2025-07-16] （英语）.
4. ↑  . www.airbus.com. 2021-12-22  [2025-07-16] （英语）.